# Planet CCRMA
Planet CCRMA (vyslov. [karma]; zkratka z The Stanford University Center for Computer Research in Music and Acoustics) je sbírkou rpm balíčků, které je možné přidat k systému RedHat nebo Fedora Core a upravit tak snadno svůj počítač na audio pracovní stanici s low-latency kernelem, ALSA audio ovladačem a řadou hudebních, midi audio a video aplikací.
CCRMA se snadno instaluje a udržuje aktuální pomocí systému yum.